# Tatyana Roshchina
Tatyana Aleksandrovna Roshchina (em russo:  Татьяна Александровна Рощина; Moscou, 23 de junho de 1941) é uma ex-jogadora de voleibol da Rússia que competiu pela União Soviética nos Jogos Olímpicos de 1964.
Em 1964, ela fez parte da equipe soviética que conquistou a medalha de prata no torneio olímpico, no qual atuou em cinco partidas.